# Gotham Awards
Os Gotham Awards são prêmios de cinema americano, entregues anualmente aos produtores de filmes independentes em uma cerimônia na cidade de Nova York, cidade apelidada de "Gotham" pelo filho nativo Washington Irving, em uma edição da Salmagundi, publicada em 11 de novembro de 1807. Parte do Gotham Film & Media Institute (anteriormente Independent Filmmaker Project (IFP)), "a maior organização de membros dos Estados Unidos dedicada ao cinema independente" (fundada em 1979), os prêmios foram inaugurados em 1991 como um meio de mostrar e homenageando filmes feitos principalmente na região nordeste dos Estados Unidos.

## Alcance
Em 2004, a abrangência dos prêmios se ampliou para incluir o cenário internacional do cinema, quando o número de prêmios entregues aumentou de seis prêmios – concedidos a filmes e aqueles envolvidos em sua realização principalmente da comunidade cinematográfica do nordeste dos Estados Unidos – para nove prêmios, incluindo em seus filmes de escopo mais amplo originários de Los Angeles, Califórnia, e locais internacionais também.

## Local
Tendo superado seus locais anteriores no bairro de Manhattan da cidade, pela primeira vez em sua história, a 17ª Gala do Gotham Awards ocorreu fora daquele bairro, no bairro de Brooklyn da cidade em Steiner Studios, no Brooklyn Navy Yard, em 27 de novembro de 2007, e foi "promovido nacionalmente através de uma parceria com o The New York Times e localmente via transmissão no WNYE".

## Categorias

### Categorias atuais
- Prêmio Homenagem: desde 1991
- Bingham Ray Breakthrough Director Award: desde 1991 (até 2002 como Open Palm Award; de 2003 a 2012 como Breakthrough Director Award)
- Ator inovador: desde 1998
- Melhor característica: desde 2004
- Melhor Documentário: desde 2004
- Prêmio do público: desde 2010
- Destaque para o prêmio "Live the Dream" de cineastas: desde 2011
- Melhor Ator: desde 2013
- Melhor Atriz: desde 2013
- Melhor Roteiro: desde 2015
- Breakthrough Series - Long Form: desde 2015
- Breakthrough Series - Short Form: desde 2015
- Prêmio de Agradecimento: desde 2015
- Prêmio Made in NY: desde 2016
- Melhor recurso internacional: desde 2020

De 1991 a 2002, o Tribute Award, também chamado de Career Tribute, foi concedido como um Lifetime Achievement Award para uma pessoa a cada ano e os prêmios individuais de realização (Prêmio Cineasta, Prêmio Escritor, Prêmio Ator, Prêmio Abaixo da Linha, Produtor/ Industry Executive Award e Independent Vision Award) foram distribuídos separadamente.
A partir do Gotham Awards de 2003, o IFP substituiu todos os prêmios de categorias individuais mencionados por Tributos de Carreira.

### Categorias descontinuadas
- Prêmio Cineasta: 1991 a 1997
- Prêmio Abaixo da Linha: 1991 a 1998
- Prêmio Escritor: 1991 a 1998
- Prêmio Produtor / Executivo da Indústria: 1991 a 1999
- Prêmio de ator: 1991 a 2002
- Tributo ao Filme Clássico: 1999 a 2000
- Prêmio de realização de documentário Anthony Radziwell: 2000 a 2002
- Independent Vision Award: apenas 2001
- Comemore o prêmio de Nova York: 2004 a 2005
- Melhor Elenco de Conjunto: 2005 a 2012 (de 2008 a 2012 como Melhor Desempenho de Conjunto)
- Melhor filme que não está sendo exibido no teatro perto de você: 2005 a 2012
- Prêmio especial do júri para desempenho em conjunto: 2014 a 2018